# Escoire
Escoire – miejscowość i gmina we Francji, w regionie Nowa Akwitania, w departamencie Dordogne.
Według danych na rok 1990 gminę zamieszkiwało 367 osób, a gęstość zaludnienia wynosiła 93 osób/km² (wśród 2290 gmin Akwitanii Escoire plasuje się na 822. miejscu pod względem liczby ludności, natomiast pod względem powierzchni na miejscu 1487.).